# أوكتوز
سكر ثماني (بالإنجليزية: Octose) هو صنف من السكريات أحادية المصطنعة التي تمتلك الصيغة الجزيئية C8H16O8.حيث أنها تمتلك ثماني ذرات كربون في الجزيء.